# Who Is Dayani Cristal?
Who is Dayani Cristal? és un documental del 2013 produït i protagonitzat per Gael García Bernal per al debut com a director de Marc Silver. Es va estrenar al Sundance Film Festival de 2013 on va guanyar el premi a la millor fotografia. El 2014, Amnistia Internacional el va votar el millor documental de l'any.
La pel·lícula tracta el tema de la immigració als Estats Units d'Amèrica i es divideix en dues investigacions: l'anàlisi del procés pel qual normalment arribem a la identificació d'un cadàver d'un immigrant il·legal trobat al desert, i la història més íntima i directa de l'encreuament perillós dels llatins, plena de somnis i vides interrompudes.

## Argument
Al Desert de Sonora, la policia fronterera descobreix el cos d'un home en descomposició. És un immigrant sense papers l'única pista per identificar-lo és un tatuatge al pit que diu "Dayani Cristal". Investigant el seu cas està el personal de la morgue del Comtat de Pima, que recull almenys un centenar de cadàvers de les sorres del desert cada any. Mentre la investigació continua, Gael García Bernal torna sobre els passos d'aquest home, en un intent d'entendre què devia sentir en el seu darrer viatge al somni americà. Com si fos un reporter de paisà, l'actor i activista mexicà segueix i comparteix les doloroses etapes dels migrants, des d'Hondures fins als Estats Units d'Amèrica, passant per Guatemala i Mèxic.

## Producció
El pressupost de la pel·lícula era molt baix, així que el rodatge va durar dues setmanes amb un equip de vuit i dos cotxes. Abans d'aquesta pel·lícula Marc Silver i Gael García Bernal havien rodat una sèrie de curtmetratges titulats Los invisibles sobre el tema de la immigració a Mèxic per a Amnistia Internacional.

## Distribució
La pel·lícula es va estrenar el 17 de gener de 2013 al Sundance Film Festival de 2013. Posteriorment es va presentar a molts altres festivals de cinema com el Festival de Cinema de Nova York, el Festival de Cinema de Louisiana, el Festival de Cinema de Zuric (Suïssa) i el Latin Beat Film Festival (Japó).
A Itàlia fou presentat a la Festa del Cinema di Roma 2013 a la secció Alice nella città dedicada a les noves generacions. El 20 de novembre de 2014 es va estrenar als cinemes.

## Projecte solidari
Cinc anys abans de la pel·lícula, el director Marc Silver va llançar un lloc web on la gent podia compartir la seva història personal d'injustícia social. Moltes d'aquestes històries tractaven sobre la pèrdua d'un ésser estimat durant el procés d'immigració il·legal. Després va començar a investigar a Tucson, la seu del Departament d'Investigació de Morts de Migrants, fins que es va trobar amb el cas "Dayani Cristal".
Arran de l'èxit de la pel·lícula, els autors van construir una xarxa de solidaritat per finançar els centres d'acollida que acullen immigrants il·legals (inclòs el refugi del pare Solalinde que apareix a la pel·lícula) i per crear una base de dades sobre els desapareguts al centre mèdic del comtat de Pima. El lloc web de Marc Silver, ara whoisdayanicristal.com, s'ha convertit en un espai web dedicat als migrants desapareguts i les seves famílies.

## Agraïments
- 2013 - Festival Internacional de Cinema d'Abu Dhabi
  - Premi Especial del Jurat
  - Nominació a millor documental
- 2013 - Festival Internacional de Cinema de Cork
  - Premi del públic
- 2013 - Miami Film Festival
  - Nominació del jurat al gran premi
- 2013 - Festival de Cinema de Sundance
  - Millor fotografia
  - Nominació del jurat al gran premi
- 2014 - Amnistia Internacional
  - Millor documental
- 2015 - II edició dels Premis Platino
  - Nominació a millor documental